# Calyptranthes amoena
Calyptranthes amoena är en myrtenväxtart som beskrevs av Pilg.. Calyptranthes amoena ingår i släktet Calyptranthes och familjen myrtenväxter. Inga underarter finns listade i Catalogue of Life.